# رودي بارت
رودي بارت (بالألمانية: Rudi Paret)‏ (1901 - 1983 م) هو مستشرق ألماني، ترجم القرآن إلى الألمانية مع شرح فيلولوجي.